# Leptogaster lambertoni
Leptogaster lambertoni är en tvåvingeart som beskrevs av Stanley Willard Bromley 1942. Leptogaster lambertoni ingår i släktet Leptogaster och familjen rovflugor.
Artens utbredningsområde är Madagaskar. Inga underarter finns listade i Catalogue of Life.